# ヨハネス・ブンツェク
ヨハネス・ブンツェク(ドイツ語: Johannes Bunzek、1922年5月22日 - 1943年12月11日)は、ドイツの軍人。最終階級は空軍少尉。
第二次世界大戦では、エース・パイロットを輩出し続けたドイツ空軍第52戦闘航空団に所属しており、ブンツェク自身も総撃墜数75機を記録するエースである。その戦功により騎士鉄十字章を死後追贈された。
1943年12月11日、ウクライナ・ソビエト社会主義共和国ニーコポリ上空で撃墜され戦死。

## 叙勲
- パイロット章 (1942年9月3日)
- 空軍前線飛行章 (1943年7月31日)
  - 黄金空軍前線飛行章
- 空軍名誉杯 (1943年10月27日)
- 鉄十字章
  - 二級鉄十字勲章1939年章 (1943年7月14日)
  - 一級鉄十字勲章1939年章 (1943年8月2日)
- ドイツ十字章
  - ドイツ十字章金章 (1943年11月14日)[1]
- 騎士鉄十字章
  - 騎士鉄十字章 (1944年4月6日)[2]